# 早雲山
早雲山（そううんざん）は箱根山中部、神奈川県足柄下郡箱根町強羅にある山の総称である。富士箱根伊豆国立公園に指定されている。

## 概要
箱根山観光の交通の要所である早雲山駅（箱根登山ケーブルカーと箱根ロープウェイの乗換駅）の南西にそびえる山であり、早雲山駅の名はこの山に因むものである。
箱根山最高峰の神山（1,438 m）北東に広がる馬蹄型の爆裂火口である早雲地獄（そううんじごく）を囲むように1,244 m、1,151 mの二つのピークがあり、これらのピークと早雲地獄を合わせて早雲山と呼ばれている。
大涌谷と同様に活発な噴気活動が見られる場所であり、早雲地獄では現在もなお、硫化水素を含んだ噴煙をたなびかせる姿が確認できる。

## 土砂災害
1953年（昭和28年）7月26日、早川支流の須沢源頭部にあたる早雲地獄において地滑りが発生し、土石流となって2 km下流の強羅橋（彫刻の森駅付近）まで流下し、約80万立方メートルの土砂を堆積させた。土砂の流下速度は秒速約7 m（時速約25 km）だったとされており、埋没面積7 ha、死傷者28名を出す惨事となった。この地滑りに伴い、地下の熱水系が急減圧され水蒸気噴出が生じた可能性が指摘されている。
この災害以降、須沢では4期に渡って砂防工事が行われているが、源頭部の早雲地獄では新たな火山性の地滑りや崩壊地の拡大が確認されており、再度の土砂災害が危惧されている。このことから、早雲地獄では新たな土砂供給を減少させるために、すべり面より下の層にアンカーを打ち込むアンカー工事が1996年から2000年にかけて行われた。

## 周辺の山
| 山容 | 名称       | 標高（m） | 早雲山からの 方角と距離（km） | 備考                                                        |
| ---- | ---------- | --------- | ----------------------------- | ----------------------------------------------------------- |
|      | 二子山     | 1,099     | 南南東 3.2                    | 上二子山と下二子山の総称 植生保護のため登山は禁止されている |
|      | 箱根駒ヶ岳 | 1,356     | 南 1.8                        |                                                             |
|      | 神山       | 1,438     | 南南西 1.0                    | 箱根山最高峰 日本三百名山                                   |
|      | 冠ヶ岳     | 1,409     | 南西 0.9                      | 大涌谷の直上にそびえる山                                    |
|      | 早雲山     | 1,244     | 0                             |                                                             |
|      | 明星ヶ岳   | 924       | 東北東 4.1                    | 別名：大文字山 毎年8月16日に大文字焼きが行われる            |
|      | 明神ヶ岳   | 1,169     | 北北東 4.9                    |                                                             |
|      | 金時山     | 1,213     | 北北西 5.7                    | 日本三百名山                                                |
|      | 浅間山     | 802       | 東南東 3.1                    | せんげんやま                                                |
|      | 鷹巣山     | 834       | 東南東 3.0                    |                                                             |
|      | 塔ノ峰     | 566       | 東 6.5                        |                                                             |